# Terence Rattigan
Terence Mervyn Rattigan (Londres, 10 de junio de 1911-Hamilton, 30 de noviembre de 1977) fue un dramaturgo británico.

## Biografía
Inglés de origen irlandés, estudió en Harrow School y en el Trinity College de Oxford; sus obras suelen describir ambientes de clase media inglesa. En 1936 logró su primer éxito como comediógrafo en Londres con El francés sin esfuerzo y a partir de entonces estrenó habitualmente comedias y dramas durante veinte temporadas seguidas. 
Sus piezas se caracterizan por poseer un culto y elegante diálogo y una impecable construcción. Destacan El chico de los Winslow (1947), premio de la asociación de críticos de Nueva York, La versión de Browning (1949), ambas llevadas al cine por Anthony Asquith; Mesas separadas (1956), también adaptada al cine en 1958, y Ross (1961). 
Rattigan también trabajó como guionista cinematográfico (Mesas separadas, 1958; Adiós, Mr. Chips, 1969; El Rolls Royce amarillo, 1964 etcétera). 
Su Teatro completo se publicó en 1954 y en 1971 le fue concedido el título de sir. No se casó, era homosexual y no tuvo relaciones estables. Durante un tiempo fue el dramaturgo mejor pagado del mundo y uno de los más populares. Murió de cáncer a los sesenta y seis años.

## Obra dramática
- 1934 First Episode
- 1936 French Without Tears
- 1939 After the Dance
- 1940 Follow My Leader
- 1940 Grey Farm
- 1942 Flare Path
- 1943 While the Sun Shines
- 1944 Love in Idleness
- 1946 The Winslow Boy
- 1948 Harlequinade
- 1948 Playbill
- 1948 The Browning Version
- 1949 Adventure Story
- 1950 A Tale of Two Cities
- 1950 Who is Sylvia?
- 1952 The Deep Blue Sea
- 1953 The Sleeping Prince
- 1954 Separate Tables
- 1958 Variation on a Theme
- 1960 Ross
- 1960 Joie de Vivre
- 1963 Man and Boy
- 1970 A Bequest to the Nation
- 1973 In Praise of Love
- 1976 Duologue
- 1977 Cause Célèbre

## Premios y distinciones
Premios Óscar
| Año  | Categoría                                    | Película              | Resultado |
| ---- | -------------------------------------------- | --------------------- | --------- |
| 1953 | Mejor argumento y guion                      | La barrera del sonido | Nominado  |
| 1959 | Mejor guion basado en material de otro medio | Mesas separadas       | Nominado  |

Festival Internacional de Cine de Cannes
| Año  | Categoría   | Película            | Resultado |
| ---- | ----------- | ------------------- | --------- |
| 1951 | Mejor Guion | La versión Browning | Ganador   |